# Грано (Північна Дакота)
Грано (англ. Grano) — місто (англ. city) в США, в окрузі Ренвілл штату Північна Дакота. Населення — 9 осіб (2020). Станом на 2013 чисельність населення становила 7 осіб.

## Історія
Місто засноване 1905 року.

## Географія
Грано розташоване за координатами 48°36′55″ пн. ш. 101°35′20″ зх. д. / 48.61528° пн. ш. 101.58889° зх. д. (48.615249, -101.588755).  За даними Бюро перепису населення США в 2010 році місто мало площу 0,78 км², уся площа — суходіл.
Грано розташоване за 18 км на південь від столиці округу міста Мохолл. Клімат Вологий континентальний, з теплим літом та холодною зимою.

## Демографія
Згідно з переписом 2010 року, у місті мешкало 7 осіб у 3 домогосподарствах у складі 3 родин. Густота населення становила 9 осіб/км².  Було 3 помешкання (4/км²).
Расовий склад населення:
| - 100,0 % — білих |

До двох чи більше рас належало 0,0 %. Частка іспаномовних становила 0,0 % від усіх жителів.
За віковим діапазоном населення розподілялося таким чином: 0,0 % — особи молодші 18 років, 100,0 % — особи у віці 18—64 років, 0,0 % — особи у віці 65 років та старші. Медіана віку мешканця становила 52,3 року. На 100 осіб жіночої статі у місті припадало 133,3 чоловіків;  на 100 жінок у віці від 18 років та старших — 133,3 чоловіків також старших 18 років.
Цивільне працевлаштоване населення становило 3 особи. Основні галузі зайнятості: освіта, охорона здоров'я та соціальна допомога — 66,7 %, сільське господарство, лісництво, риболовля — 33,3 %.